# Vách đá

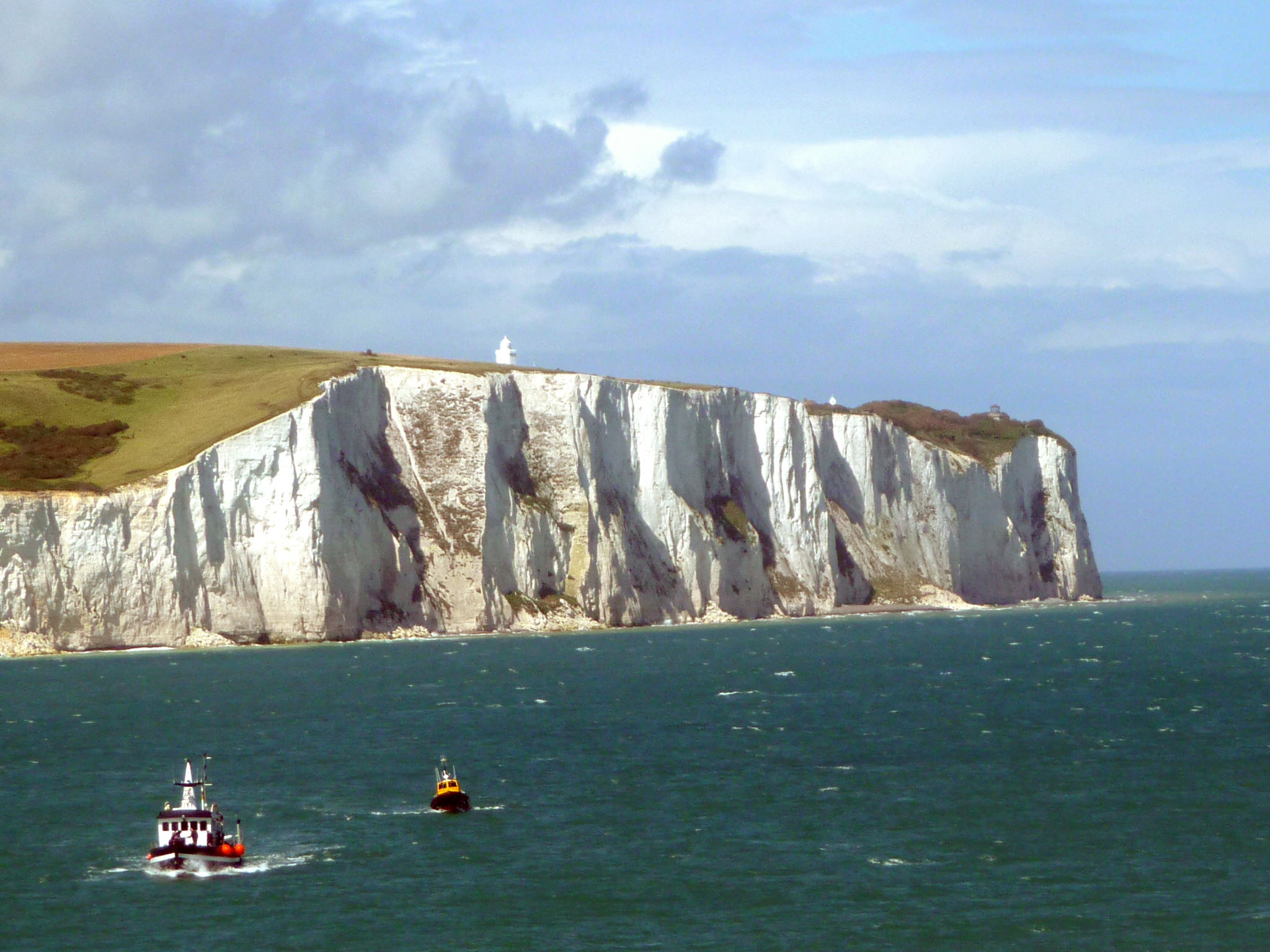

Trong địa lí và địa chất học, vách đá là một bề mặt phơi ra của đá thẳng đứng hoặc gần thẳng đứng. Kỷ lục thế giới Guinness xác nhận vách đá cao nhất là Kalaupapa, Hawaii, có độ cao 1,010 m.